# Cephalodella crassipes
Cephalodella crassipes is een raderdiertjessoort uit de familie Notommatidae. De wetenschappelijke naam van deze soort is voor het eerst geldig gepubliceerd in 1903 door Lord.